# Parque nacional Montaña Glasshouses
El Parque Nacional Montañas Glasshouse es un parque nacional en 
Queensland (Australia), ubicado a 70 km al norte de Brisbane. El parque está compuesto por planicies puntuadas por promontorios volcánicos y montañas de volcanes extintos que se formaron hace unos 25 a 27 millones de años. Las montañas tuvieron alguna vez rocas piroclásticas, pero desaparecieron con la erosión.
James Cook les dio ese nombre porque las rocas riolíticas y trachíticas le recordaban una casa de espejos.
Las Montañas Glasshouse son:
- Beerburrum
- Beerwah, 555 m
- Coochin, 235 m
- Coonowrin or Crookneck, 377 m
- Elimbah, 129 m
- Miketeebumulgrai, 199 m
- Ngungun, 253 m
- Round Mountain
- Tibberoowuccum, 220 m
- Tibrogargan, 364 m
- Tunbubudla or the Twins, 312 and 293 m
- Wild Horse Mountain, 123 m

Véase también: Zonas protegidas de Queensland
- Datos: Q457882
- Multimedia: Glass House Mountains National Park / Q457882